# Johann Dietrich Alfken
Johann Dietrich Alfken, född den 11 juni 1862 i Frankfurt am Main, död den 14 februari 1945 i Ruttersdorf, var en tysk entomolog.
Alfken specialiserade sig på Hymenoptera, särskilt Apoidea. Hans samlingar är delade mellan Museum für Naturkunde i Berlin och Naturkundemuseum Erfurt.